# Leaflet
Leaflet est une bibliothèque JavaScript libre de cartographie en ligne développée par l'ukrainien Volodymyr Agafonkin de CloudMade et de nombreux contributeurs. Elle est notamment utilisée par le projet de cartographie libre et ouverte OpenStreetMap.
La bibliothèque est utilisée sur les sites cartographiques OpenStreetMap (bibliothèque par défaut), Flickr, Wikipédia (greffon de cartographie et application mobile), Foursquare, craigslist, Institut national de l'information géographique et forestière[réf. nécessaire], Washington Post, le Wall Street Journal, Geocaching.com, City-Data.com, StreetEasy, Nestoria, Skobbler et d'autres.

## Historique
Depuis la version 0.6, sortie 26 juin 2013, cette bibliothèque utilise le format GeoJSON pour les structures de données géospatiales.

## Fonctionnalités
L'API est définie et ouverte et la bibliothèque supporte un système de greffons, permettant une grande extensibilité de l'API.
La bibliothèque supporte les calques WMS, GeoJSON, vectorielles et tuiles de façon native, et d'autres sont également supportées grâce au système de greffons.
C'est probablement[réf. nécessaire] l'ouverture de Leaflet sur de nombreux standards qui a déterminé les contributeurs du système de gestion de contenu (CMS) SPIP à adopter Leaflet pour le plugin GIS.
Outre les applications de représentation géographique des données, il se développe[Quoi ?] un concept original de navigation dans l'Internet par proximité géographique.

## Interfaces utilisateur
Le logiciel uMap est une interface graphique permettant de réaliser des cartes Leaflet. Le logiciel est déployé sur les serveurs d'OpenStreetMap, sur Framacarte, un service de Framasoft. Le logiciel peut être librement utilisé et déployé sur d'autres serveurs.

## Interfaces avec d'autres langages
En R, la bibliothèque leaflet développée par la société RStudio permet d'utiliser directement Leaflet.js dans un code écrit en langage R,,.
En Python, la bibliothèque Folium permet de réaliser des cartes sous Leaflet.js.